# Chapter 7
"Chapter 7" es el séptimo episodio de la sexta temporada de la serie de televisión horror y antología American Horror Story, el episodio se estrenó originalmente el 26 de octubre de 2016 mientras que en América Latina el episodio se estrenó el 27 de octubre del mismo año por el canal estadounidense de cable FX.

## Trama
Aunque Audrey y el resto de los participantes del show buscan a Rory tras su desaparición, todos se convencen de que el productor Sidney es el responsable y asumen que el actor se ha ido a Los Ángeles como parte de un plan retorcido para asustar a los demás. Mientras tanto, Agnes se escabulle en el set y mata a Sidney y al resto de sus compañeros como La Carnicera.
Shelby se ve obligada a dejarle en claro a Dominic que no está interesada en él y que accedió a volver solo por Matt pese a que Dominic tiene planeado documentar todo lo que pase con la pareja como parte de un plan suyo y de Sidney para hacer más publicidad. Luego de que Shelby es herida por una enloquecida Agnes, Audrey, Monet y Lee intentan buscar ayuda pero solo encuentran los cadáveres de Sidney y el resto del equipo incluyendo el de Rory. Al poco tiempo las tres son secuestradas por los Polk quienes hieren a Lee y obligan a Monet y Aubrey a alimentarse de la carne de la primera. 
Conforme pasan las horas, Matt se reúne con la bruja Scathach, con quien comienza a tener relaciones sexuales y pese a ser descubierto en el progreso por Shelby y Dominic, Matt les revela que la razón por la que volvió fue para reunirse con ella ya que está enamorado. Tras escuchar la explicación una enfurecida Shelby golpea repetidas veces a Matt en la cabeza hasta matarlo. En las afueras de la casa, Agnes, aún creyendo que es Thomasyn, amenaza a Dominic y Shelby antes de ser rodeada por los peregrinos reales y la verdadera Thomasyn que asesina cruelmente a Agnes al clavarle un cuchillo en su rostro.

## Producción
El episodio presentó un énfasis en el desarrollo del personaje Agnes Mary Winstead interpretada por la actriz Kathy Bates que de acuerdo al creador de la serie Ryan Murphy había sido escrito teniendo en mente a Bates, con Murphy citando: "el séptimo en verdad es el show de Kathy Bates y creo que es el mejor trabajo que ha hecho en cualquiera de las cuatro temporadas en este episodio. Es impresionante. Tiene esa especie de monologo de tres minutos donde sólo mira hacia la cámara y solo es Kathy en la cámara su yo ruda ganadora de Oscares".
El episodio también presenta el debut del actor Finn Witrock en la temporada como Cain Polk, ya que el creador del show había anunciado que Witrock aparecería eventualmente interpretando su papel en la serie "más arruinado de todos los tiempos" de acuerdo a Murphy.

## Recepción

### Audiencia
El episodio consiguió reunir un total de 2 620 000 telespectadores durante su noche de emisión, con un ligero incremento de audiencia en comparación con el episodio anterior.

### Crítica
El episodio ha recibido críticas moderadas desde su transmisión. Cristina Urrutia de IGN Latinoamérica criticó la narrativa y la forma de redacción del episodio al señalar que el uso de las diversas cámaras y las motivaciones de los personajes para permanecer en la casa eran "confusas" y "forzadas". Aunque rescató que lo interesante era el contraste de la apariencia de los personajes reales y el misterio del único sobreviviente del show.
Elizabeth Rayne de Den of Geek le dio al episodio una crítica positiva al resaltar el contenido del episodio como el número de víctimas, la aparición de los Polk y lo revelado con el personaje de Bates "La carnicera" concluyendo: "Sí alguna vez dude que esta temporada sería más aterradora que cualquier casa embrujada en Halloween, ahora me arrepiento a medida que un montón de espíritus que usan antorchas se acercan a mi ventana y lo que podría ser la carnicera tocando el cristal".
El episodio recibió buenas críticas de parte de la página "Llegaron para quedarse" donde se alabó el uso de la sátira de los reality shows gracias a las situaciones reflejadas en él así como también la interpretación de Kathy Bates como su personaje Agnes Mary Winstead al ser llamada como un personaje a la medida de la magistral interpretación de Bates.
Caralynn Lippo de TV Fanatic alabó las interpretaciones de Bates y Rabe al considerarlas como los personajes mejor desarrollados en la temporada así como también adular el uso de gore en el episodio y la facilidad con la que el set y los personajes se volvían aterradores en contraste con sus versiones anteriores.